# Phoenicurus bicolor
El colirrojo bicolor (Phoenicurus bicolor) es una especie de ave paseriforme de la familia Muscicapidae endémica de la isla de Luzón.

## Distribución y hábitat
Se encuentra únicamente en la mitad norte de la isla de Luzón, en el norte del archipiélago filipino. Su hábitat natural son los bosques húmedos tropicales de montaña, con preferencia por las riberas.
Está amenazado por la pérdida de hábitat.

## Taxonomía
El colirrojo bicolor fue descrito científicamente en por el ornitólogo escocés William Robert Ogilvie-Grant, con el nombre binomial de Chimarrhornis bicolor. Posteriormente se clasificó en el género Rhyacornis, hasta que fue trasladada al género Phoenicurus como resultado de un estudio filogenético publicado en 2010.